# Чалышкан, Сема
Сема Чалышкан (тур. Sema Çalışkan; род. 24 июля 1996, Шанлыурфа) — турецкая боксёрша. Призёр чемпионатов мира 2018 и 2022 годов. Призёр Чемпионатов Европы 2016, 2018 и 2019 годов. Член сборной Турции по боксу.

## Карьера
Четырёхкратная победительница национального чемпионата в весовой категории до 75 кг (с 2015, 2016 гг.) и в весе до 69 кг (2017 год) и в весе до 64 кг (2018 год).
На чемпионате Европы 2016 года в Софии, в Болгарии, завоевала серебряную медаль в категории до 69 кг.
На чемпионате Европы 2018 года в Софии, сумела вновь стать призёром континентального первенства, завоевав серебряную медаль чемпионата в весовой категории до 64 кг. Уступила в финале болгарской спортсменке.
На 10-м чемпионате мира по боксу среди женщин в Индии, в поединке 1/2 финала, 23 ноября 2018 года, турецкая спортсменка встретилась с украинкой Марией Бова, уступила ей 1:4 и завершила выступление на мировом первенстве, завоевав бронзовую медаль турнира.
В 2019 году Сема приняла участие в чемпионате Европы по боксу, который состоялся в Испании. Она добралась до полуфинала, в котором уступила и завоевала бронзовую медаль турнира.